# (6332) Vorarlberg
(6332) Vorarlberg (1992 FP3) – planetoida z grupy pasa głównego asteroid okrążająca Słońce w ciągu 3,84 lat w średniej odległości 2,45 j.a. Odkryta 30 marca 1992 roku.